# Glicoconjugat
Glicoconjugații reprezintă o clasă de derivați de glucide, în special glicani, care sunt legați covalent de specii chimice precum proteinele, peptidele, lipidele și alți compuși. Glicoconjugații se formează în cadrul unui proces denumit glicozilare. Sunt compuși foarte importanți în biologie și constau din mai multe clase diferite, cum ar fi glicoproteinele, glicopeptidele, peptidoglicanii, glicolipidele, glicozidele și lipopolizaharidele. Aceștia sunt implicați în interacțiunile celulă-celulă, inclusiv în recunoașterea celulară, în interacțiunile celulă-matrice și în procesele de detoxifiere. În anul 2021 glicoARN-urile au fost observate pentru prima oară.